# Lista över länder efter folkmängd

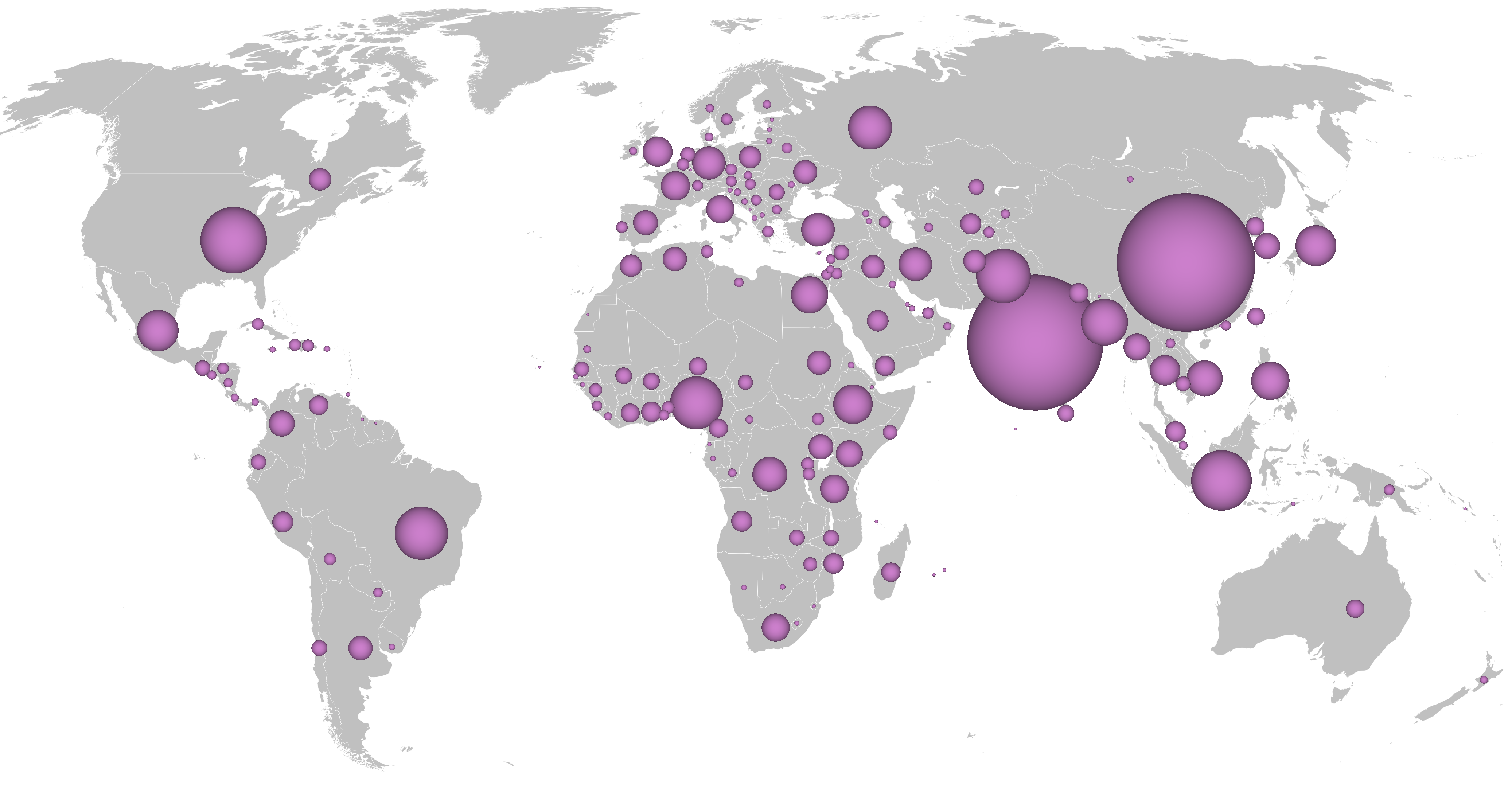
En grafisk översikt över folkmängden i olika länder och avhängiga territorier år 2021. Ju fler invånare, desto större är landets krets.

Det här är en lista över länder ordnade efter folkmängd. År 2024 beräknade Förenta nationerna att jorden hade en befolkning på ungefär 8,16 miljarder människor.
Listan innehåller även avhängiga territorier, vilka står kursiverade.

## Lista över länder efter folkmängd
| Pos | Land                                                           | Folkmängd     | Datum             | Källa                               |
| --- | -------------------------------------------------------------- | ------------- | ----------------- | ----------------------------------- |
| 1   | Indien                                                         | 1 450 935 791 | 1 juli 2024       | FN:s beräkning                      |
| 2   | Kina                                                           | 1 408 280 000 | 31 december 2024  | Officiell beräkning                 |
| 3   | USA                                                            | 340 110 988   | 1 juli 2024       | Officiell beräkning                 |
| 4   | Indonesien                                                     | 282 477 584   | 30 juni 2024      | Officiell beräkning                 |
| 5   | Pakistan                                                       | 241 499 431   | 1 mars 2023       | Officiell folkräkning               |
| 6   | Nigeria                                                        | 232 679 478   | 1 juli 2024       | FN:s beräkning                      |
| 7   | Brasilien                                                      | 212 583 750   | 1 juli 2024       | Officiell beräkning                 |
| 8   | Bangladesh                                                     | 169 828 911   | 14 juni 2022      | Officiell folkräkning               |
| 9   | Ryssland                                                       | 146 028 325   | 1 januari 2025    | Officiell beräkning                 |
| 10  | Etiopien                                                       | 132 059 767   | 1 juli 2024       | FN:s beräkning                      |
| 11  | Mexiko                                                         | 130 294 079   | 31 december 2024  | Officiell beräkning                 |
| 12  | Japan                                                          | 123 400 000   | 1 april 2025      | Officiell beräkning                 |
| 13  | Filippinerna                                                   | 114 163 719   | 1 juli 2024       | Officiell beräkning                 |
| 14  | Kongo-Kinshasa                                                 | 109 276 265   | 1 juli 2024       | FN:s beräkning                      |
| 15  | Egypten                                                        | 105 914 499   | 1 januari 2024    | Officiell beräkning                 |
| 16  | Vietnam                                                        | 101 343 754   | 31 december 2024  | Officiell beräkning                 |
| 17  | Iran                                                           | 85 961 000    | 20 mars 2024      | Officiell beräkning                 |
| 18  | Turkiet                                                        | 85 664 944    | 31 december 2024  | Officiell folkmängd                 |
| 19  | Tyskland                                                       | 83 555 478    | 30 september 2024 | Officiell beräkning                 |
| 20  | Frankrike                                                      | 68 605 616    | 1 januari 2025    | Officiell beräkning                 |
| 21  | Storbritannien                                                 | 68 265 209    | 1 juli 2023       | Officiell beräkning                 |
| 22  | Thailand                                                       | 65 893 593    | 1 april 2025      | Officiell beräkning                 |
| 23  | Sydafrika                                                      | 62 027 503    | 2 februari 2022   | Officiell folkräkning               |
| 24  | Tanzania                                                       | 61 741 120    | 23 augusti 2022   | Officiell folkräkning               |
| 25  | Italien                                                        | 58 924 313    | 31 januari 2025   | Officiell beräkning                 |
| 26  | Colombia                                                       | 52 695 952    | 1 januari 2024    | Officiell beräkning                 |
| 27  | Kenya                                                          | 52 428 290    | 1 januari 2024    | Officiell beräkning                 |
| 28  | Myanmar                                                        | 51 316 756    | 15 oktober 2024   | Officiell folkräkning               |
| 29  | Sydkorea                                                       | 51 175 725    | 30 april 2025     | Officiell beräkning                 |
| 30  | Sudan                                                          | 50 448 963    | 1 juli 2024       | FN:s beräkning                      |
| 31  | Spanien                                                        | 49 077 984    | 1 januari 2025    | Officiell beräkning                 |
| 32  | Argentina                                                      | 47 067 641    | 1 juli 2024       | Officiell beräkning                 |
| 33  | Algeriet                                                       | 46 814 308    | 1 juli 2024       | FN:s beräkning                      |
| 34  | Irak                                                           | 46 042 015    | 1 juli 2024       | FN:s beräkning                      |
| 35  | Uganda                                                         | 45 905 417    | 9 maj 2024        | Officiell folkräkning               |
| 36  | Afghanistan                                                    | 42 647 492    | 1 juli 2024       | FN:s beräkning                      |
| 37  | Kanada                                                         | 41 528 680    | 1 januari 2025    | Officiell beräkning                 |
| 38  | Jemen                                                          | 40 583 164    | 1 juli 2024       | FN:s beräkning                      |
| 39  | Uzbekistan                                                     | 37 697 787    | 1 april 2025      | Officiell beräkning                 |
| 40  | Polen                                                          | 37 563 071    | 30 juni 2024      | Officiell folkmängd                 |
| 41  | Angola                                                         | 36 170 961    | 1 januari 2025    | Officiell beräkning                 |
| 42  | Marocko                                                        | 36 157 337    | 1 september 2024  | Officiell folkräkning               |
| 43  | Malaysia                                                       | 34 157 500    | 31 december 2024  | Officiell beräkning                 |
| 44  | Moçambique                                                     | 34 090 466    | 1 januari 2025    | Officiell beräkning                 |
| 45  | Peru                                                           | 34 038 457    | 30 juni 2024      | Officiell beräkning                 |
| 46  | Ghana                                                          | 33 007 618    | 1 juli 2024       | Officiell beräkning                 |
| 47  | Ukraina                                                        | 32 962 000    | 1 januari 2025    | IMF:s beräkning                     |
| 48  | Saudiarabien                                                   | 32 175 224    | 10 maj 2022       | Officiell folkräkning               |
| 49  | Madagaskar                                                     | 30 811 969    | 1 juli 2024       | Officiell beräkning                 |
| 50  | Elfenbenskusten                                                | 29 389 150    | 14 december 2021  | Officiell folkräkning               |
| 51  | Nepal                                                          | 29 164 578    | 25 november 2021  | Officiell folkräkning               |
| 52  | Kamerun                                                        | 28 758 503    | 1 juli 2024       | Officiell beräkning                 |
| 53  | Venezuela                                                      | 28 405 543    | 1 juli 2024       | FN:s beräkning                      |
| 54  | Australien                                                     | 27 309 396    | 30 september 2024 | Officiell beräkning                 |
| 55  | Nordkorea                                                      | 26 498 823    | 1 juli 2024       | FN:s beräkning                      |
| 56  | Niger                                                          | 26 312 034    | 1 juli 2024       | Officiell beräkning                 |
| 57  | Syrien                                                         | 24 672 760    | 1 juli 2024       | FN:s beräkning                      |
| 58  | Burkina Faso                                                   | 23 409 015    | 1 juli 2024       | Officiell beräkning                 |
| 59  | Taiwan                                                         | 23 374 742    | 31 mars 2025      | Officiell beräkning                 |
| 60  | Mali                                                           | 22 395 489    | 15 juni 2022      | Officiell folkräkning               |
| 61  | Sri Lanka                                                      | 21 763 170    | 19 december 2024  | Officiell folkräkning               |
| 62  | Kazakstan                                                      | 20 333 530    | 1 april 2025      | Officiell beräkning                 |
| 63  | Malawi                                                         | 20 270 568    | 1 juli 2024       | Officiell beräkning                 |
| 64  | Chile                                                          | 20 086 377    | 30 juni 2024      | Officiell beräkning                 |
| 65  | Zambia                                                         | 19 693 423    | 8 september 2022  | Officiell folkräkning               |
| 66  | Rumänien                                                       | 19 064 409    | 1 januari 2024    | Officiell beräkning                 |
| 67  | Somalia                                                        | 19 009 151    | 1 juli 2024       | FN:s beräkning                      |
| 68  | Tchad                                                          | 18 675 547    | 1 juli 2024       | Officiell beräkning                 |
| 69  | Senegal                                                        | 18 126 390    | 15 maj 2023       | Officiell folkräkning               |
| 70  | Nederländerna                                                  | 17 973 339    | 1 januari 2024    | Officiell folkmängd                 |
| 71  | Guatemala                                                      | 17 843 132    | 1 juli 2024       | Officiell beräkning                 |
| 72  | Kambodja                                                       | 17 336 307    | 1 juli 2024       | Officiell beräkning                 |
| 73  | Ecuador                                                        | 16 938 986    | 30 november 2022  | Officiell folkräkning               |
| 74  | Zimbabwe                                                       | 16 634 373    | 1 juli 2024       | FN:s beräkning                      |
| 75  | Guinea                                                         | 14 754 785    | 1 juli 2024       | FN:s beräkning                      |
| 76  | Burundi                                                        | 14 047 786    | 1 juli 2024       | FN:s beräkning                      |
| 77  | Rwanda                                                         | 13 798 561    | 1 juli 2024       | Officiell beräkning                 |
| 78  | Benin                                                          | 12 910 087    | 1 juli 2024       | Officiell beräkning                 |
| 79  | Haiti                                                          | 12 394 537    | 1 juli 2024       | Officiell beräkning                 |
| 80  | Sydsudan                                                       | 11 943 408    | 1 juli 2024       | FN:s beräkning                      |
| 81  | Tunisien                                                       | 11 887 412    | 1 januari 2024    | Officiell beräkning                 |
| 82  | Papua Nya Guinea                                               | 11 781 559    | 1 juli 2021       | Officiell beräkning                 |
| 83  | Belgien                                                        | 11 763 650    | 1 januari 2024    | Officiell folkmängd                 |
| 84  | Jordanien                                                      | 11 734 000    | 31 december 2024  | Officiell beräkning                 |
| 85  | Bolivia                                                        | 11 312 620    | 23 mars 2024      | Officiell folkräkning               |
| 86  | Kuba                                                           | 10 979 783    | 1 juli 2024       | FN:s beräkning                      |
| 87  | Tjeckien                                                       | 10 909 500    | 31 december 2024  | Officiell folkmängd                 |
| 88  | Dominikanska republiken                                        | 10 771 504    | 10 november 2022  | Officiell folkräkning               |
| 89  | Förenade arabemiraten                                          | 10 678 556    | 31 december 2023  | Officiell beräkning                 |
| 90  | Portugal                                                       | 10 639 726    | 31 december 2023  | Officiell beräkning                 |
| 91  | Sverige                                                        | 10 587 970    | 28 februari 2025  | Officiell folkmängd                 |
| 92  | Grekland                                                       | 10 400 720    | 1 januari 2024    | Officiell beräkning                 |
| 93  | Tadzjikistan                                                   | 10 288 300    | 1 januari 2024    | Officiell beräkning                 |
| 94  | Azerbajdzjan                                                   | 10 230 666    | 1 mars 2025       | Officiell beräkning                 |
| 95  | Israel                                                         | 10 053 500    | 31 mars 2025      | Officiell beräkning                 |
| 96  | Honduras                                                       | 9 892 632     | 1 juli 2024       | Officiell beräkning                 |
| 97  | Ungern                                                         | 9 584 627     | 1 januari 2024    | Officiell beräkning                 |
| 98  | Österrike                                                      | 9 198 214     | 1 januari 2025    | Officiell beräkning                 |
| 99  | Belarus                                                        | 9 155 978     | 1 januari 2024    | Officiell beräkning                 |
| 100 | Schweiz                                                        | 9 027 859     | 30 september 2024 | Officiell beräkning                 |
| 101 | Sierra Leone                                                   | 8 884 032     | 1 juli 2024       | Officiell beräkning                 |
| 102 | Togo                                                           | 8 095 498     | 8 november 2022   | Officiell folkräkning               |
| 103 | Laos                                                           | 7 546 000     | 1 juli 2023       | Officiell beräkning                 |
| —   | Hongkong (Kina)                                                | 7 534 200     | 31 december 2024  | Officiell beräkning                 |
| 104 | Libyen                                                         | 7 381 023     | 1 juli 2024       | FN:s beräkning                      |
| 105 | Kirgizistan                                                    | 7 161 900     | 1 januari 2024    | Officiell beräkning                 |
| 106 | Turkmenistan                                                   | 7 057 841     | 17 december 2022  | Officiell folkräkning               |
| 107 | Nicaragua                                                      | 6 803 886     | 30 juni 2023      | Officiell beräkning                 |
| 108 | Serbien                                                        | 6 605 168     | 1 januari 2024    | Officiell beräkning                 |
| 109 | Centralafrikanska republiken                                   | 6 470 307     | 1 juli 2024       | Officiell beräkning                 |
| 110 | Bulgarien                                                      | 6 445 481     | 31 december 2023  | Officiell beräkning                 |
| 111 | Kongo-Brazzaville                                              | 6 142 180     | 17 maj 2023       | Officiell folkräkning               |
| 112 | Paraguay                                                       | 6 109 903     | 9 november 2022   | Officiell folkräkning               |
| 113 | Singapore                                                      | 6 036 900     | 30 juni 2024      | Officiell beräkning                 |
| 114 | El Salvador                                                    | 6 029 976     | 2 maj 2024        | Officiell folkräkning               |
| 115 | Danmark                                                        | 5 992 734     | 1 januari 2025    | Officiell folkmängd                 |
| 116 | Libanon                                                        | 5 805 962     | 1 juli 2024       | FN:s beräkning                      |
| 117 | Finland                                                        | 5 635 971     | 31 december 2024  | Officiell folkmängd                 |
| 118 | Palestina                                                      | 5 613 463     | 1 juli 2024       | Officiell beräkning                 |
| 119 | Norge                                                          | 5 594 340     | 31 december 2024  | Officiell folkmängd                 |
| 120 | Slovakien                                                      | 5 419 451     | 31 december 2024  | Officiell beräkning                 |
| 121 | Irland                                                         | 5 380 300     | 1 april 2024      | Officiell beräkning                 |
| 122 | Nya Zeeland                                                    | 5 311 100     | 31 december 2024  | Officiell beräkning                 |
| 123 | Oman                                                           | 5 286 172     | 31 mars 2025      | Officiell beräkning                 |
| 124 | Liberia                                                        | 5 250 187     | 11 november 2022  | Officiell folkräkning               |
| 125 | Costa Rica                                                     | 5 164 860     | 30 juni 2024      | Officiell beräkning                 |
| 126 | Mauretanien                                                    | 4 927 532     | 25 december 2023  | Officiell folkräkning               |
| 127 | Kuwait                                                         | 4 913 271     | 1 januari 2024    | Officiell beräkning                 |
| 128 | Panama                                                         | 4 064 780     | 8 januari 2023    | Officiell folkräkning               |
| 129 | Kroatien                                                       | 3 859 686     | 1 juli 2023       | Officiell beräkning                 |
| 130 | Georgien                                                       | 3 694 600     | 1 januari 2024    | Officiell beräkning                 |
| 131 | Eritrea                                                        | 3 535 603     | 1 juli 2024       | FN:s beräkning                      |
| 132 | Mongoliet                                                      | 3 504 741     | 31 december 2023  | Officiell beräkning                 |
| 133 | Uruguay                                                        | 3 499 451     | 31 maj 2023       | Officiell folkräkning               |
| 134 | Bosnien och Hercegovina                                        | 3 422 000     | 1 juli 2023       | Officiell beräkning                 |
| —   | Puerto Rico (USA)                                              | 3 203 295     | 1 juli 2024       | Officiell beräkning                 |
| 135 | Qatar                                                          | 3 173 024     | 30 november 2024  | Officiell beräkning                 |
| 136 | Armenien                                                       | 3 067 400     | 1 januari 2024    | Officiell beräkning                 |
| 137 | Namibia                                                        | 3 022 401     | 24 september 2023 | Officiell folkräkning               |
| 138 | Litauen                                                        | 2 890 219     | 1 januari 2025    | Officiell folkmängd                 |
| 139 | Jamaica                                                        | 2 839 175     | 1 juli 2024       | FN:s beräkning                      |
| 140 | Moldavien                                                      | 2 423 300     | 1 januari 2024    | Officiell beräkning                 |
| 141 | Gambia                                                         | 2 417 471     | 1 juli 2022       | Officiell beräkning                 |
| 142 | Gabon                                                          | 2 408 586     | 1 juli 2024       | Officiell beräkning                 |
| 143 | Albanien                                                       | 2 402 113     | 18 september 2023 | Officiell folkräkning               |
| 144 | Botswana                                                       | 2 359 609     | 18 mars 2022      | Officiell folkräkning               |
| 145 | Lesotho                                                        | 2 337 423     | 1 juli 2024       | FN:s beräkning                      |
| 146 | Slovenien                                                      | 2 130 850     | 1 januari 2025    | Officiell folkmängd                 |
| 147 | Lettland                                                       | 1 871 882     | 1 januari 2024    | Officiell folkmängd                 |
| 148 | Nordmakedonien                                                 | 1 826 247     | 31 december 2023  | Officiell beräkning                 |
| 149 | Guinea-Bissau                                                  | 1 781 308     | 1 juli 2023       | Officiell beräkning                 |
| 150 | Ekvatorialguinea                                               | 1 612 677     | 1 juli 2023       | Officiell beräkning                 |
| 151 | Kosovo                                                         | 1 602 515     | 4 april 2024      | Officiell folkräkning               |
| 152 | Bahrain                                                        | 1 588 670     | 30 juni 2024      | Officiell beräkning                 |
| 153 | Östtimor                                                       | 1 412 604     | 1 juli 2024       | Officiell beräkning                 |
| 154 | Estland                                                        | 1 369 285     | 1 januari 2025    | Officiell folkmängd                 |
| 155 | Trinidad och Tobago                                            | 1 368 333     | 30 juni 2024      | Officiell beräkning                 |
| 156 | Mauritius                                                      | 1 244 477     | 31 december 2024  | Officiell beräkning                 |
| 157 | Swaziland                                                      | 1 242 822     | 1 juli 2024       | FN:s beräkning                      |
| 158 | Djibouti                                                       | 1 066 809     | 20 maj 2024       | Officiell folkräkning               |
| 159 | Cypern                                                         | 966 400       | 31 december 2023  | Officiell beräkning                 |
| 160 | Fiji                                                           | 900 869       | 1 januari 2025    | Officiell beräkning                 |
| 161 | Komorerna                                                      | 866 628       | 1 juli 2024       | FN:s beräkning                      |
| 162 | Bhutan                                                         | 777 224       | 1 juli 2024       | Officiell beräkning                 |
| 163 | Guyana                                                         | 772 975       | 1 juli 2021       | Officiell beräkning                 |
| 164 | Salomonöarna                                                   | 748 606       | 1 juli 2024       | Officiell beräkning                 |
| —   | Macao (Kina)                                                   | 686 600       | 31 mars 2025      | Officiell beräkning                 |
| 165 | Luxemburg                                                      | 672 050       | 1 januari 2024    | Officiell folkmängd                 |
| 166 | Surinam                                                        | 634 431       | 1 juli 2024       | FN:s beräkning                      |
| 167 | Montenegro                                                     | 623 633       | 31 oktober 2023   | Officiell folkräkning               |
| —   | Västsahara                                                     | 590 506       | 1 juli 2024       | FN:s beräkning                      |
| 168 | Malta                                                          | 563 443       | 31 december 2023  | Officiell beräkning                 |
| 169 | Maldiverna                                                     | 515 132       | 13 september 2022 | Officiell folkräkning               |
| 170 | Kap Verde                                                      | 491 233       | 16 juni 2021      | Officiell folkräkning               |
| —   | Nordcypern                                                     | 476 214       | 31 december 2023  | Officiell beräkning                 |
| 171 | Brunei                                                         | 455 500       | 1 juli 2024       | Officiell beräkning                 |
| 172 | Belize                                                         | 410 919       | 1 juli 2024       | Officiell beräkning                 |
| 173 | Bahamas                                                        | 398 165       | 4 april 2022      | Officiell folkräkning               |
| 174 | Island                                                         | 389 444       | 1 januari 2025    | Officiell folkmängd                 |
| —   | Transnistrien                                                  | 360 938       | 31 december 2022  | Officiell beräkning                 |
| 175 | Vanuatu                                                        | 324 085       | 1 juli 2024       | Pacific Community (SPC):s beräkning |
| 176 | Barbados                                                       | 282 467       | 1 juli 2024       | FN:s beräkning                      |
| —   | Franska Polynesien (Frankrike)                                 | 278 786       | 22 augusti 2022   | Officiell folkräkning               |
| —   | Nya Kaledonien (Frankrike)                                     | 271 407       | 10 september 2019 | Officiell folkräkning               |
| —   | Abchazien                                                      | 244 236       | 1 januari 2022    | Officiell beräkning                 |
| 177 | São Tomé och Príncipe                                          | 209 607       | 15 december 2024  | Officiell folkräkning (preliminär)  |
| 178 | Samoa                                                          | 205 557       | 6 november 2021   | Officiell folkräkning               |
| 179 | Saint Lucia                                                    | 172 948       | 12 mars 2022      | Officiell folkräkning               |
| —   | Curaçao (Nederländerna)                                        | 155 826       | 2 september 2023  | Officiell folkräkning               |
| —   | Guam (USA)                                                     | 153 836       | 1 april 2020      | Officiell folkräkning               |
| 180 | Kiribati                                                       | 133 527       | 1 juli 2024       | Pacific Community (SPC):s beräkning |
| 181 | Seychellerna                                                   | 122 036       | 31 december 2024  | Officiell beräkning                 |
| 182 | Grenada                                                        | 117 207       | 1 juli 2024       | FN:s beräkning                      |
| 183 | Mikronesiska federationen                                      | 112 893       | 1 juli 2024       | Pacific Community (SPC):s beräkning |
| 184 | Saint Vincent och Grenadinerna                                 | 110 872       | 1 juli 2022       | Officiell beräkning                 |
| —   | Aruba (Nederländerna)                                          | 107 566       | 31 december 2023  | Officiell beräkning                 |
| 185 | Antigua och Barbuda                                            | 103 603       | 1 januari 2024    | Officiell beräkning                 |
| —   | Jersey (Storbritannien)                                        | 103 267       | 21 mars 2021      | Officiell folkräkning               |
| 186 | Tonga                                                          | 100 179       | 30 november 2021  | Officiell folkräkning               |
| —   | Amerikanska Jungfruöarna (USA)                                 | 87 146        | 1 april 2020      | Officiell folkräkning               |
| 187 | Andorra                                                        | 87 097        | 31 december 2024  | Officiell beräkning                 |
| —   | Caymanöarna (Storbritannien)                                   | 84 738        | 31 december 2023  | Officiell beräkning                 |
| —   | Isle of Man (Storbritannien)                                   | 84 069        | 30 maj 2021       | Officiell folkräkning               |
| —   | Guernsey (Storbritannien)                                      | 66 820        | 31 mars 2023      | Officiell folkmängd                 |
| 188 | Dominica                                                       | 66 205        | 1 juli 2024       | FN:s beräkning                      |
| —   | Bermuda (Storbritannien)                                       | 63 905        | 1 juli 2024       | Officiell beräkning                 |
| —   | Sydossetien                                                    | 56 692        | 31 december 2023  | Officiell beräkning                 |
| —   | Grönland (Danmark)                                             | 56 542        | 1 januari 2025    | Officiell folkmängd                 |
| —   | Färöarna (Danmark)                                             | 54 784        | 1 mars 2025       | Officiell folkmängd                 |
| 189 | Saint Kitts och Nevis                                          | 51 320        | 3 april 2022      | Officiell folkräkning               |
| —   | Amerikanska Samoa (USA)                                        | 49 710        | 1 april 2020      | Officiell folkräkning               |
| —   | Turks- och Caicosöarna (Storbritannien)                        | 49 309        | 1 juli 2023       | Officiell beräkning                 |
| —   | Nordmarianerna (USA)                                           | 47 329        | 1 april 2020      | Officiell folkräkning               |
| 190 | Marshallöarna                                                  | 42 418        | 30 september 2021 | Officiell folkräkning               |
| —   | Sint Maarten (Nederländerna)                                   | 41 349        | 1 januari 2024    | Officiell beräkning                 |
| 191 | Liechtenstein                                                  | 41 232        | 30 juni 2024      | Officiell folkmängd                 |
| —   | Brittiska Jungfruöarna (Storbritannien)                        | 39 471        | 1 juli 2024       | FN:s beräkning                      |
| 192 | Monaco                                                         | 38 367        | 31 december 2023  | Officiell folkmängd                 |
| —   | Gibraltar (Storbritannien)                                     | 38 000        | 14 november 2022  | Officiell folkräkning (preliminär)  |
| 193 | San Marino                                                     | 34 035        | 28 februari 2025  | Officiell beräkning                 |
| —   | Saint-Martin (Frankrike)                                       | 31 496        | 1 januari 2022    | Officiell folkmängd                 |
| 194 | Palau                                                          | 17 707        | 1 juli 2024       | Pacific Community (SPC):s beräkning |
| —   | Anguilla (Storbritannien)                                      | 15 931        | 31 december 2023  | Officiell beräkning                 |
| —   | Cooköarna (Nya Zeeland)                                        | 15 040        | 1 december 2021   | Officiell folkräkning               |
| 195 | Nauru                                                          | 11 680        | 30 oktober 2021   | Officiell folkräkning               |
| —   | Wallis- och Futunaöarna (Frankrike)                            | 11 151        | 24 juli 2023      | Officiell folkräkning               |
| —   | Saint-Barthélemy (Frankrike)                                   | 10 562        | 1 januari 2022    | Officiell folkmängd                 |
| 196 | Tuvalu                                                         | 9 727         | 1 juli 2024       | Pacific Community (SPC):s beräkning |
| —   | Saint-Pierre och Miquelon (Frankrike)                          | 5 819         | 1 januari 2022    | Officiell folkmängd                 |
| —   | Sankta Helena, Ascension och Tristan da Cunha (Storbritannien) | 5 391         | 31 mars 2023      | Inofficiell beräkning               |
| —   | Montserrat (Storbritannien)                                    | 4 386         | 23 september 2023 | Officiell folkräkning               |
| —   | Falklandsöarna (Storbritannien)                                | 3 662         | 10 oktober 2021   | Officiell folkräkning               |
| —   | Svalbard (Norge)                                               | 2 863         | 1 januari 2025    | Officiell folkmängd                 |
| —   | Niue (Nya Zeeland)                                             | 1 681         | 11 november 2022  | Officiell folkräkning               |
| —   | Tokelau (Nya Zeeland)                                          | 1 585         | 12 december 2019  | Officiell folkräkning               |
| 197 | Vatikanstaten                                                  | 882           | 31 december 2024  | Officiell folkmängd                 |
| —   | Pitcairnöarna (Storbritannien)                                 | 35            | 1 juli 2023       | Officiell beräkning                 |